# Bandidus dalyensis
Bandidus dalyensis är en insektsart som beskrevs av Tim R. New 1985. Bandidus dalyensis ingår i släktet Bandidus och familjen myrlejonsländor. Inga underarter finns listade i Catalogue of Life.